# ایستگاه متروی ویمبلدون جنوبی
ایستگاه متروی ویمبلدون جنوبی (انگلیسی: South Wimbledon tube station) یکی از ایستگاه‌های خط شمالی متروی لندن است.
این ایستگاه که در منطقه مرتون لندن قرار دارد در سال ۱۹۲۶ میلادی تأسیس شده است.

## نگارخانه

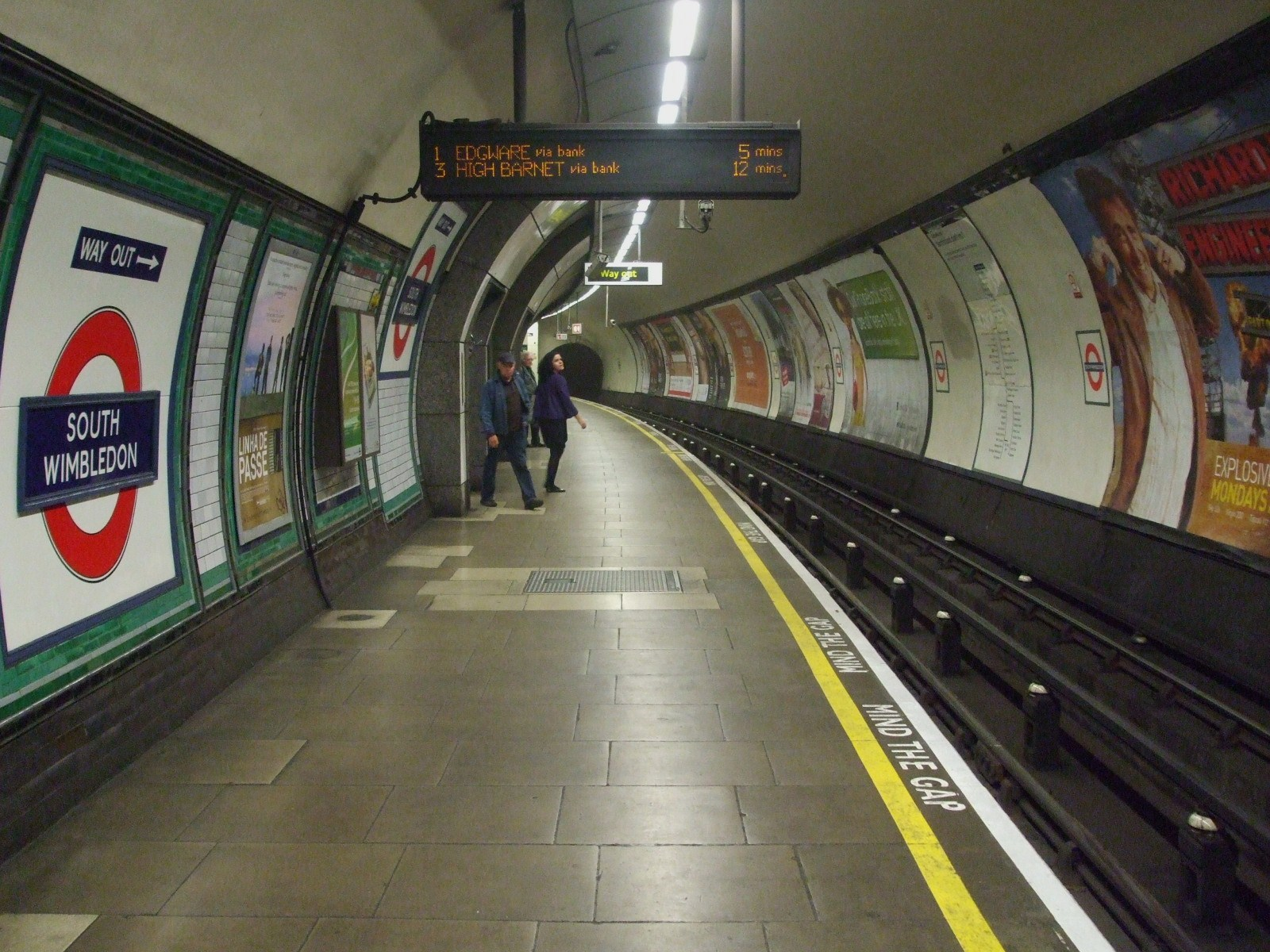
Northbound platform looking south
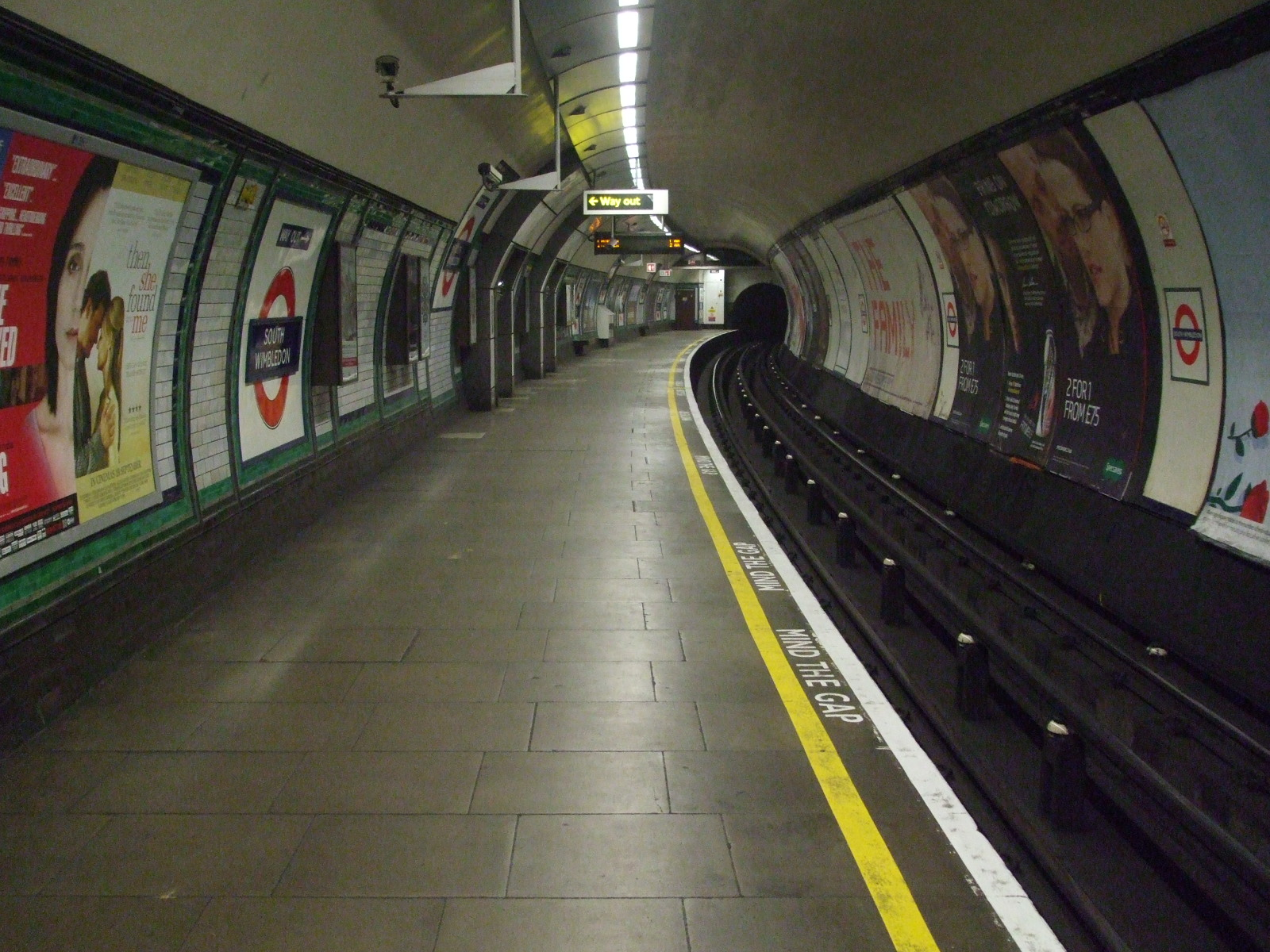
Southbound platform looking north
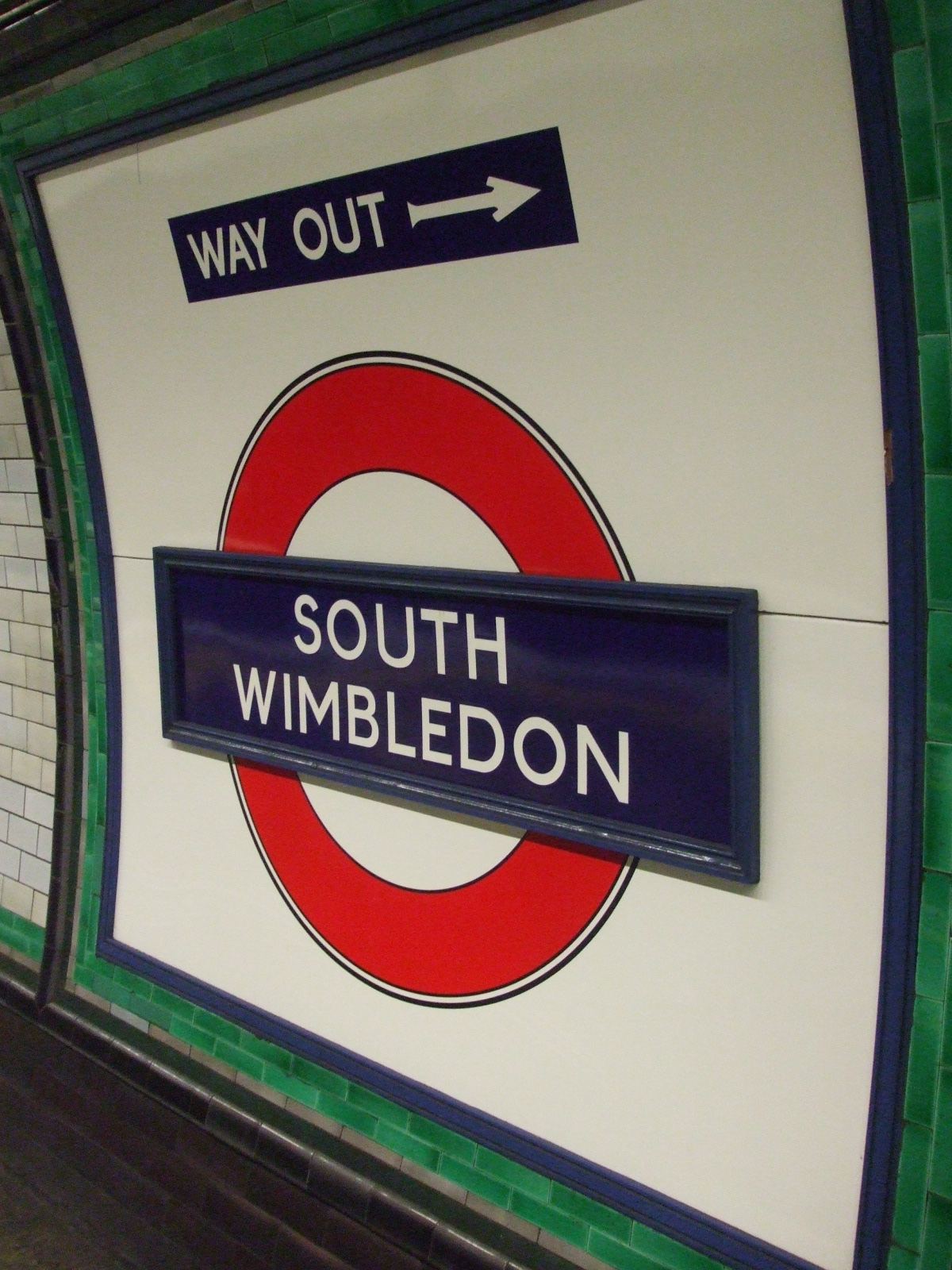
Station platform roundel
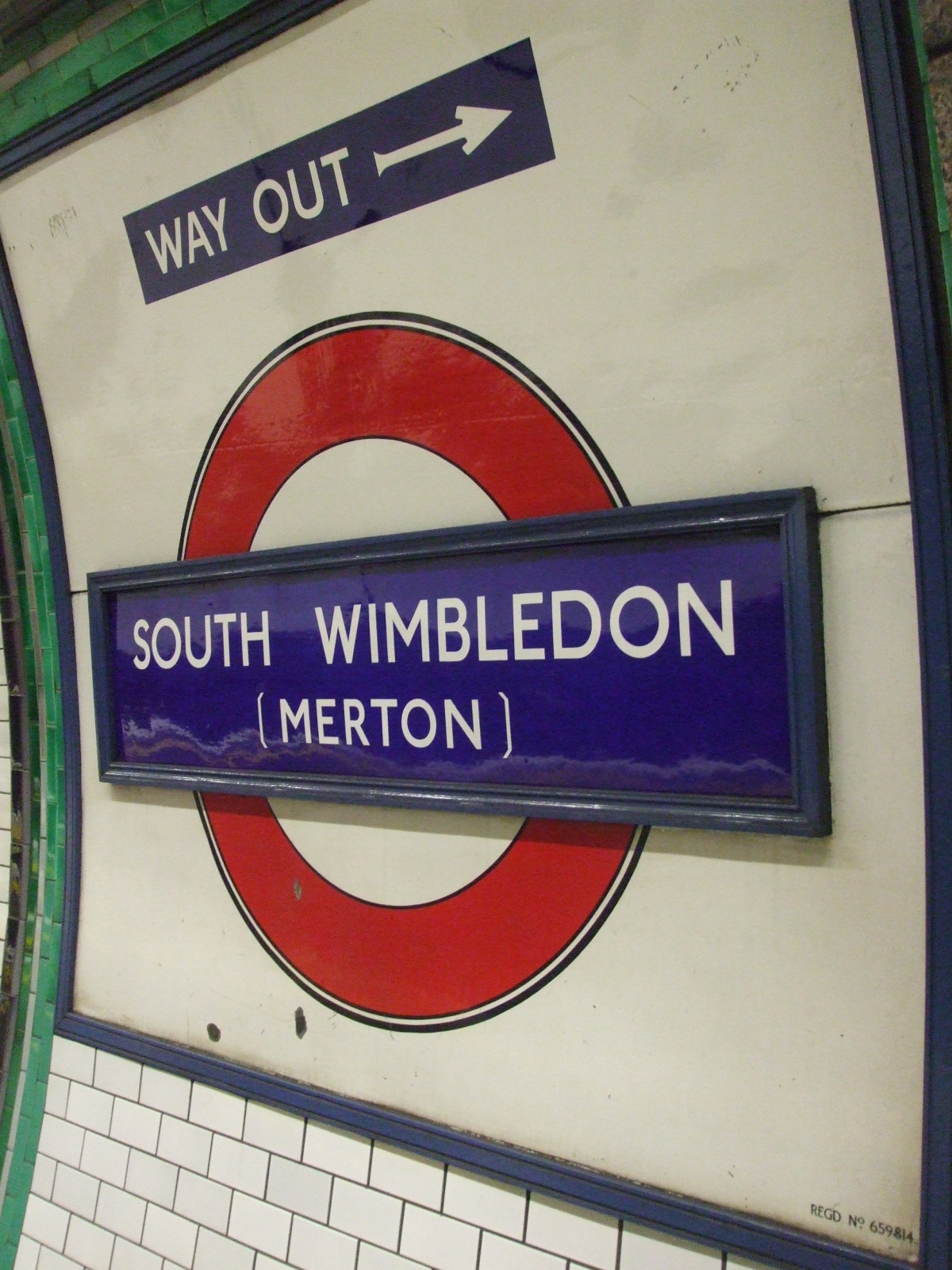
One of the two remaining platform roundel that support the old suffix name "Merton"